# Lifan 720
La Lifan 720, chiamata anche Lifan Cebrium, è un'autovettura prodotta dalla casa automobilistica cinese Lifan dal 2012 al 2017.

## Descrizione
La 720 è stata lanciato nel 2012 durante il Salone dell'Auto di Guangzhou, con le vendite che sono iniziate a marzo.
Al lancio la vettura è disponibile con un motore condiviso con le Lifan 630, Lifan 820 e Lifan X60 a 4 cilindri da 1,8 litri aspirato che eroga 128 CV e sviluppa una coppia di 168 Nm. A partire dal 2013, è stata introdotta una versione con motore a 4 cilindri da 1,5 litri che produceva 109 CV e una coppia di 146 Nm. Entrambi i motori sono accoppiati a un cambio manuale a 5 marce.